# تپه قانچی خرابه سی
تپه قانچی خرابه سی مربوط به دوره ایلخانی - دوره صفوی است و در شهرستان ابهر، بخش مرکزی، دهستان صایین قلعه، روستای چرگر واقع شده و این اثر در تاریخ ۲۶ دی ۱۳۸۶ با شمارهٔ ثبت ۲۰۵۴۷ به‌عنوان یکی از آثار ملی ایران به ثبت رسیده است.